# Michal Černý (lyžař)
Michal Černý je bývalý český reprezentant ve vodním lyžování, mistr světa a mistr Evropy. Lyžař a trenér lyžování i vodního lyžování.

## Výkony a ocenění
- 1998: na mistrovství světa ve vodním lyžování na kabelovém vleku v německém Sant Leon-Rot získal bronz ve skoku a zlato v kombinaci, v týmech stříbro

### Závodní výsledky
mistrovství světa
- tři medaile (1/1/1)

mistrovství Evropy
- 2x mistr Evropy a další medaile